# Jeffrey Scott Flier

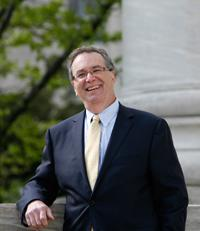
Jeffrey Scott Flier (2022)

Jeffrey Scott Flier (* 27. Februar 1948 in New York City) ist ein US-amerikanischer Endokrinologe an der Harvard University.

## Leben und Wirken
Jeffrey S. Flier erwarb 1968 am City College of New York einen Bachelor und 1972 an der Mount Sinai School of Medicine einen M.D. als Abschluss der Medizinstudiums. Nach der Facharztausbildung am Mount Sinai Hospital war er ab 1974 Forschungsassistent an den National Institutes of Health. 1978 ging er an die Harvard Medical School. Flier leitete die Diabetes-Abteilung des Beth Israel Hospital (ein Lehrkrankenhaus der Harvard University) und ab 1990 die gesamte Endokrinologie. 2002 wurde er Chief Academic Officer und von 2007 bis 2016 war er Dekan der Harvard Medical School. Sein Nachfolger auf dieser Position wurde George Q. Daley.
Flier hat wesentliche Beiträge zum Verständnis der normalen Funktion von Insulin und Leptin und der gestörten Funktion dieser Hormone (Insulinresistenz, Leptinresistenz) bei Adipositas geleistet. Er entdeckte genetische und autoimmune Ursachen der Insulinresistenz und definierte Regulationsmechanismen des Körpergewichts und der Anpassung an Hunger. Weitere Arbeiten galten den Mechanismen, mit denen periphere Hormone das Gehirn und darüber den Stoffwechsel beeinflussen. Jüngere Schriften befassen sich mit dem Zustand des Gesundheitssystems, der biomedizinischen Forschung und der akademischen Welt allgemein.
Flier hat laut Google Scholar einen h-Index von 154, laut Datenbank Scopus einen von 151 (jeweils Stand August 2025). Er ist mit der Harvard-Endokrinologin Eleftheria Maratos-Flier verheiratet. Das Paar hat zwei Töchter.

## Auszeichnungen (Auswahl)
- 2001 Mitglied der American Academy of Arts and Sciences[2][5]
- 2003 Mitglied des Institute of Medicine (heute National Academy of Medicine)[6]
- 2005 Banting-Medaille der American Diabetes Association[7]
- 2011 Rolf Luft Award des Karolinska Institutet[8]
- Ehrendoktorate der Universität Athen und der Universität Edinburgh